# Antonio Bastardo
Antonio Francisco Bastardo Rafael (nacido el 21 de septiembre de 1985 en Hato Mayor) es un lanzador zurdo dominicano de Grandes Ligas que juega para los Filis de Filadelfia.

## Carrera

### Ligas menores

#### 2007
Bastardo fue firmado por los Filis de Filadelfia en 2007 y asignado al equipo Clase-A Lakewood BlueClaws de la South Atlantic League. En Lakewood, Bastardo tuvo récord de 9-0, con una efectividad de 1.87 en 15 partidos, todos como abridor. Contó con 98 ponches y 42 boletos en 91.2 entradas de trabajo.
Al final de la temporada 2007, Bastardo fue promovido a Clase-A avanzada con Clearwater Threshers de la Florida State League. Para las Threshers en 2007, Bastardo apareció en un juego, en el que permitió cuatro carreras limpias, pero ponchó a doce en cinco entradas.

#### 2008
Bastardo comenzó la temporada 2008 en Clearwater, donde tuvo récord de 2-0 con una efectividad de 1.17 y ponchó a 47 bateadores en sus 30.2 entradas de trabajo. Fue llamado entonces a Doble-A con los Reading Phillies de la Eastern League.
En Reading, Bastardo tuvo récord de 2-5 con una efectividad de 3.76 en 14 aperturas. Lanzó 67 entradas, ponchando a 62, con 37 boletos, y permitiendo 56 hits.

#### 2009
Antes de la temporada 2009, Bastardo se convirtió de abridor a lanzador de relevo, pero se convirtió nuevamente en abridor después de varias salidas. El entrenador de pitcheo de los Filis Rico Dubee dijo que Bastardo tenía una oportunidad de estar en las Grandes Ligas en algún momento de 2009. También fue invitado al campo de entrenamiento de los Filis como invitado fuera del roster, pero fue enviado al campamento de ligas menores el 16 de marzo de 2009.
Bastardo se unió al equipo Lehigh Valley IronPigs en Triple-A para el resto de los entrenamientos de primavera antes de ser enviado nuevamente a los Reading Phillies.
Baseball America lo clasificó como el 11 mejor prospecto en la organización de los Filis en el 2009.
Después de registrar un récord de 2-2, y una efectividad de 1.82 en nueve partidos, Bastardo fue llamado por Lehigh Valley IronPigs. El 30 de mayo de 2009, los Filis anunciaron que Bastardo haría su debut en las Grandes Ligas en una apertura contra los Padres de San Diego el 2 de junio.

### Grandes Ligas
Después de que Brett Myers se rompiera el labrum y fuera colocado en la lista de lesionados de 15 días, los Filis de Filadelfia llamaron a Bastardo el 2 de junio de 2009. Ganó su primera apertura contra los Padres, permitiendo sólo una carrera limpia en su seis entradas lanzadas. Después de su debut con los Filis, Bastardo registró un récord de 2-3 con una efectividad de 6.75 y ponchó a 19. El 25 de junio, durante una apertura contra los Rays de Tampa Bay, Bastardo sufrió una lesión en el hombro que lo obligó a ir a la lista de lesionados. Regresó al roster de los Filis en la postemporada, donde hizo una aparición en relevo en el segundo juego de la Serie Divisional de la Liga Nacional contra los Rockies de Colorado, ponchó a Jason Giambi con dos outs y las bases llenas.
Bastardo fue colocado en la lista de lesionados de 15 días el 17 de junio de 2010.
El 24 de abril, Bastardo obtuvo su primer salvamento en las Grandes Ligas, cuando relevó a Roy Halladay después de 8 entradas y dos tercios, induciendo a un bateador de San Diego Padres a hacerse out y completando el juego.
Bastardo fue elegido como cerrador interino de los Filis cuando Ryan Madson pasó a la lista de lesionados.
El 14 de noviembre de 2011, se anunció que a Jonathan Papelbon se le pondría el ex número de uniforme de Bastardo, el 58; anunciando al mismo tiempo que el número de Bastardo sería el 37.

## Trivia
- Bastardo, una vez tuvo una racha cuando lanzó 17 entradas sin permitir carreras, bajando su efectividad a 0.78 en el proceso.